# New Paltz (ville, New York)
Ne doit pas être confondu avec New Paltz (village, New York).
New Paltz est une municipalité américaine du comté d'Ulster dans l'État de New York. Lors du recensement de 2010, sa population est de 14 003 habitants, dont 6 818 dans le village de New Paltz.

## Géographie
New Paltz est située à 80 km de New York et 70 km d'Albany, la capitale de l'État.
La municipalité s'étend sur 34,31 milles carrés (88,86 km2), dont 0,43 milles carrés (1,11 km2) d'étendues d'eau.

## Histoire
La ville fut fondée en 1678 par des wallons et des huguenots, dont Louis Dubois, réfugié de Mannheim, Allemagne, Palatinat (en allemand le « Pfalz »), qui achetèrent les terres à la tribu amérindienne des Esopus membres de la Nation des Delawares ou Lénapes.
Huguenot Street est considérée comme la plus vieille rue habitée des États-Unis ayant conservé intact son patrimoine bâti de sept maisons de pierres du XVIIIe siècle. Elle est déclarée National Historic Landmark en 1960.

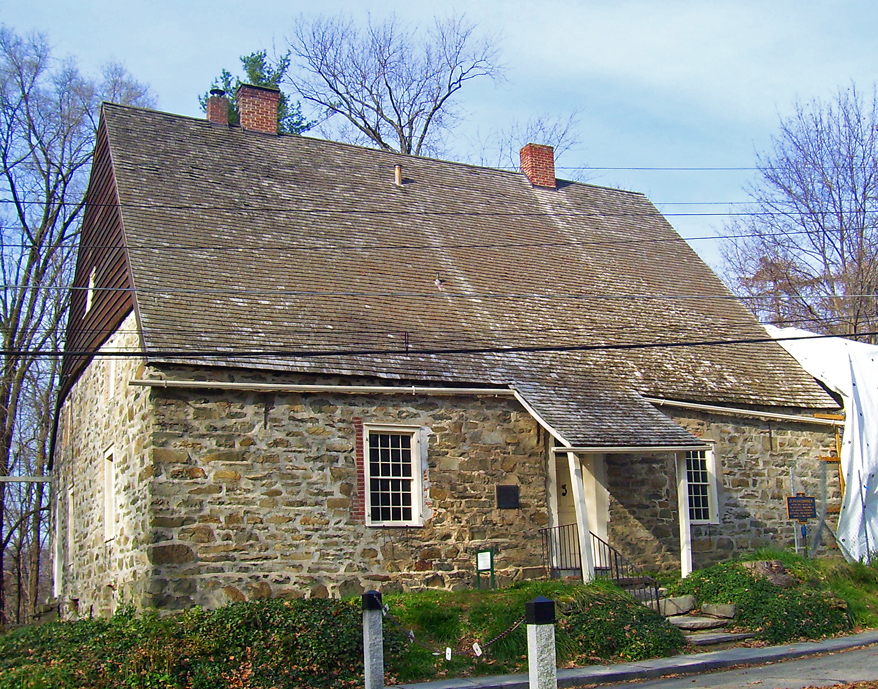
Maison de Jean Hasbrouck (1721) sur l'Huguenot Street à New Paltz
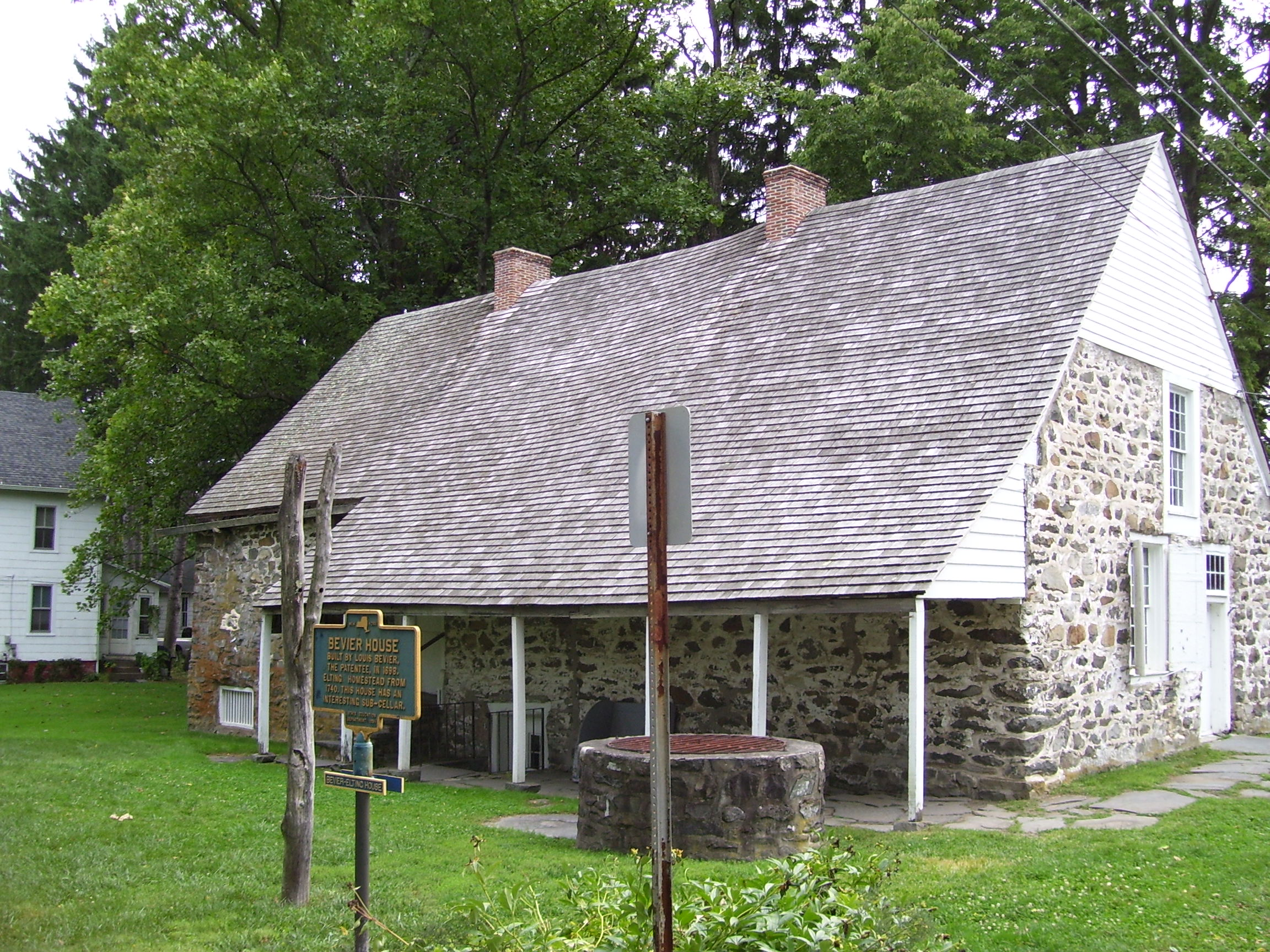
Maison Bevier-Elting
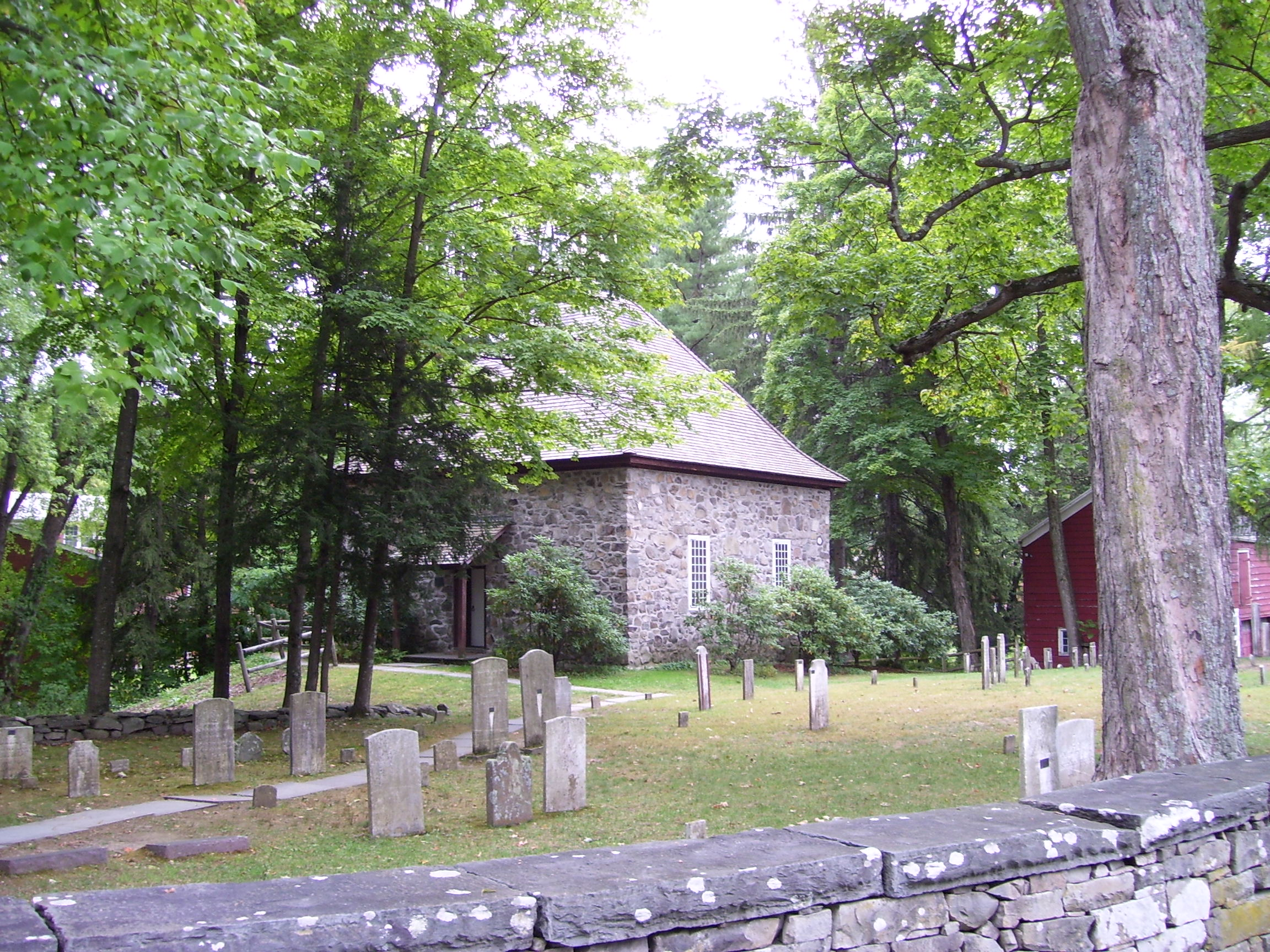
Église wallonne (1717)

## Personnalités
- Hakim Bey, anarchiste
- Louis Dubois, pionnier huguenot des États-Unis ;
- Abe Attell, champion de boxe ;
- Floyd Patterson, champion de boxe ;
- Sojourner Truth, abolitionniste ;
- Mary Gordon, romancière ;
- Peter Dinklage, acteur, résidant à New Paltz.

## New Paltz dans la fiction
- Penny Johnson (Cynthia Rhodes) s'y fait avorter dans le film de 1987, Dirty Dancing.
- Sara Howard (Dakota Fanning) s'y rend pour les besoins de l'enquête de la saison 1 de L'Aliéniste. C'est la ville de naissance présumée du tueur.

## Jumelages
- Japon : Niimi, Okayama